# برايان دال
برايان دال هو سياسي أمريكي، ولد في 20 سبتمبر 1965 في ردينغ في الولايات المتحدة. نشط حزبياً في الحزب الجمهوري الكاليفورني ‏ والحزب الجمهوري. وقد انتخب عضو مجلس ولاية كاليفورنيا ‏ وانتخب عضو جمعية ولاية كاليفورنيا ‏.

## وصلات خارجية
- الموقع الرسمي